# Xưởng đóng tàu Gdynia

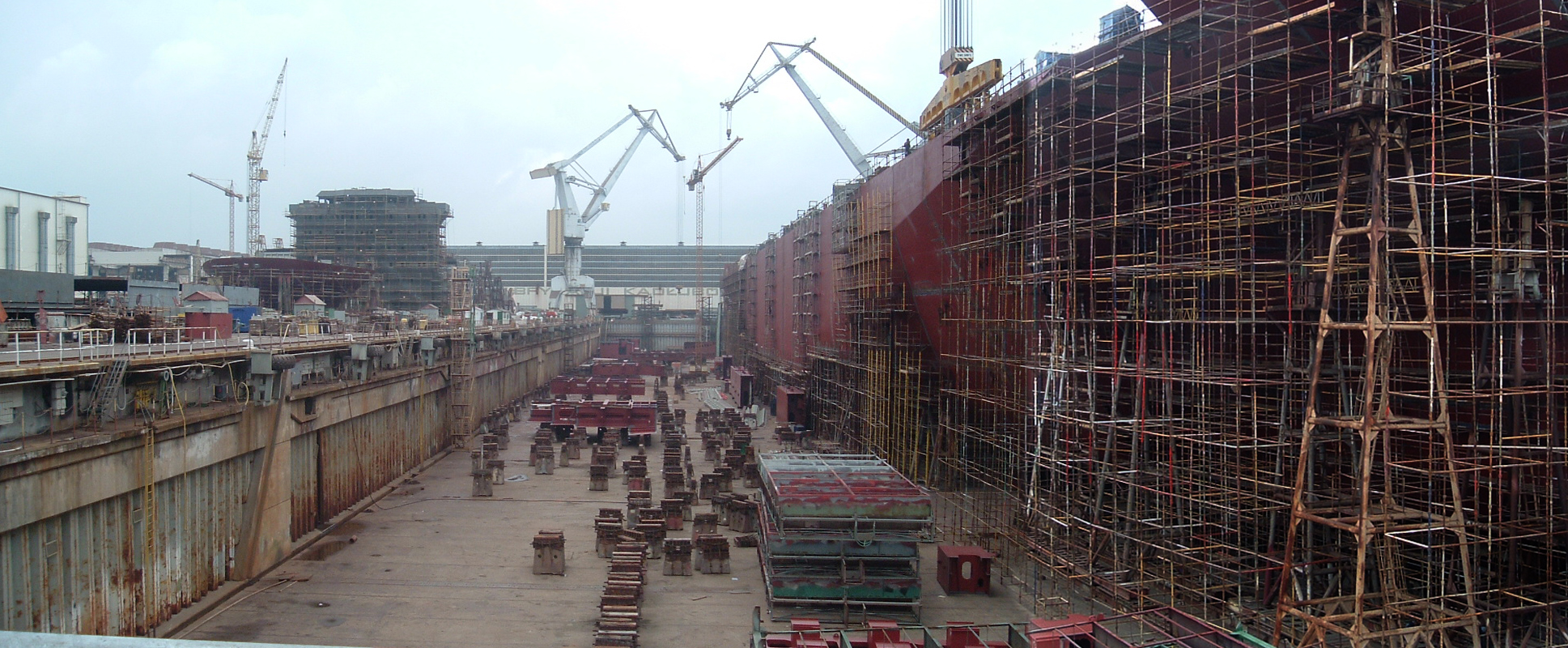
Nhà máy đóng tàu Gdynia

Stocznia Gdynia là một nhà máy đóng tàu, nằm ở cảng Gdynia, Ba Lan. Nó được thành lập vào năm 1922. Từ năm 2009, trong thời gian thanh lý - nhà máy không tiến hành hoạt động sản xuất.
Năm 1970, các công nhân của Nhà máy đóng tàu Gdynia đã đứng lên chống lại Đảng Cộng sản Ba Lan cầm quyền. Khoảng 20 người đã chết khi chiến đấu với quân đội và cảnh sát trên đường phố Gdynia trong cuộc biểu tình năm 1970 của Ba Lan. Điều đó có ảnh hưởng lớn trong việc tạo ra phong trào Đoàn kết vào năm 1980. Năm 1998, họ đã mua Nhà máy đóng tàu Gdańsk. Tên hiện tại là Nhà máy đóng tàu Gdynia SA

## Lịch sử
Nhà máy đóng tàu được thành lập vào năm 1922, ban đầu đóng các tàu nhỏ ven biển. Việc xây dựng con tàu lớn đầu tiên của nó, SS Olza, đã bị gián đoạn do sự bùng nổ của Thế chiến II. Trong thời kỳ chiếm đóng của Đức, xưởng đóng tàu đã được tiếp quản bởi công ty Deutsche Werke và được sử dụng để sửa chữa tàu chiến. Sau chiến tranh, nó đã chế tạo các bộ phận của tàu U-Type Type XXI.

## Thanh lý
Lần ra mắt cuối cùng diễn ra vào ngày 25 tháng 4 năm 2009, và việc sa thải nhân viên được tiến hành vào cuối tháng 5 năm 2009.

### Tìm kiếm một nhà đầu tư
Vào tháng 5 năm 2009, Stichting Particulier Fonds Greenrights đã mua những tài sản chính của các nhà máy đóng tàu của Gdynia và Szczecin, vào ngày 17 tháng 6 đã nhận được bảo lãnh của Ngân hàng Ả Rập, Ngân hàng Hồi giáo Qatar. Nhà đầu tư đã phải trả tiền cho các tài sản của Nhà máy đóng tàu Gdynia hơn 287 triệu PLN. Vào ngày 25 tháng 6 năm 2009, Bộ Nội vụ và Hành chính đã ban hành một thỏa thuận chính thức về việc bán tài sản của Stocznia Gdynia SA. Điều này là cần thiết cho các đối tượng bên ngoài Khu vực Kinh tế Châu Âu. Công ty đóng tàu Ba Lan đã được đăng ký bởi tòa án Warsaw vào ngày 21 tháng 7. Vốn cổ phần của nó lên tới 100 000 đồng Ba Lan.